# نيل جونسون (كرة سلة)
نيل جونسون (بالإنجليزية: Neil Johnson)‏ مواليد 17 أبريل 1943 في جاكسون، هو لاعب كرة سلة أمريكي سابق. بدأ مسيرته الاحترافية في سنة 1966. تم اختياره من قبل فريق واشنطن ويزاردز خلال الدرافت. يبلغ طوله 6 قدم 7 بوصة (2.0 م). اعتزل اللعب في 1973. لعب مع نيويورك نيكس وفينيكس صنز.

## روابط خارجية
- نيل جونسون على موقع إن بي أي (الإنجليزية)
- نيل جونسون على موقع سبورتس رفرنس (الإنجليزية)
- نيل جونسون على موقع كلية كرة السلة في سبورتس رفرنس.كوم (الإنجليزية)
- نيل جونسون على موقع ريلجم (الإنجليزية)
- نيل جونسون على موقع بروبوليرز (الإنجليزية)